# Trekschuit

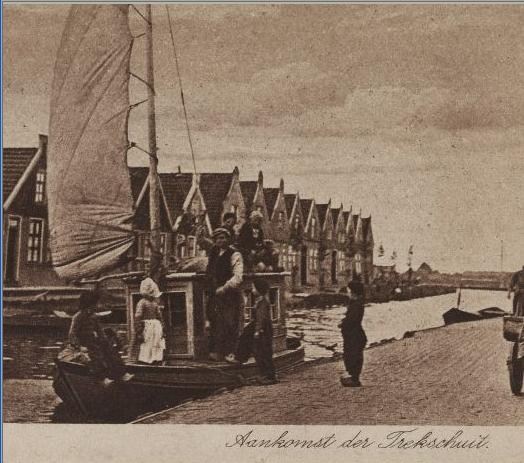
Postcard from 1922 showing trekschuit arrival in Volendam.

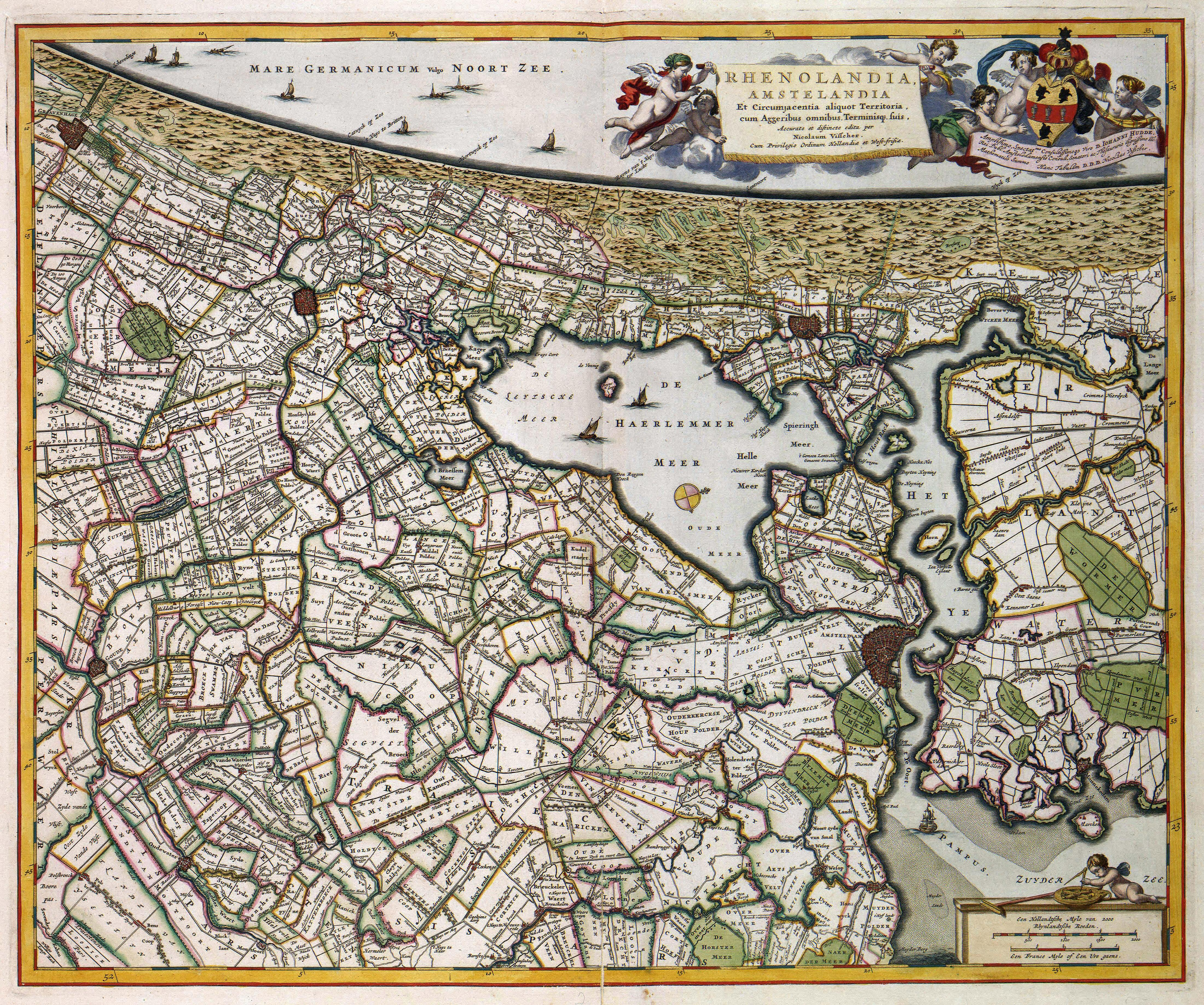
Map from 1681 showing the Haarlemmertrekvaart as connecting Haarlem to Amsterdam, and the Leidsevaart connecting Haarlem to Leiden. At Halfweg the two bodies of water "Haarlemmermeer" and "Het Ye" meet at Gemeenlandshuis Zwanenburg.

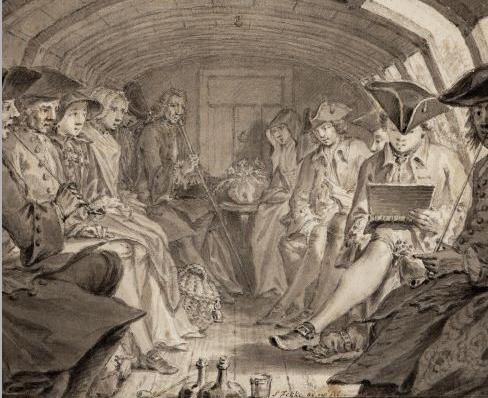
Drawing of interior of a trekschuit on the Haarlemmertrekvaart in 1760.

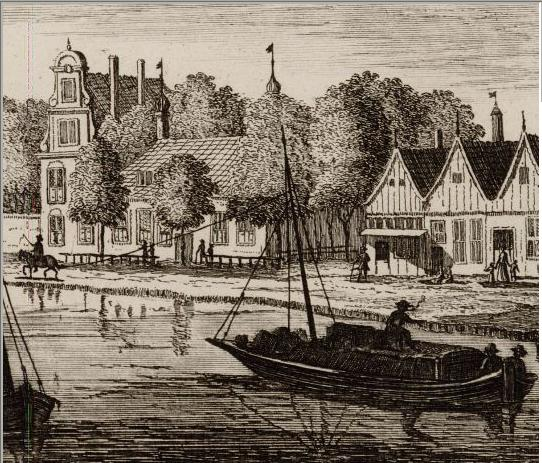
Drawing of trekschuit on Nieuweramstel 1700–1725. The jager is on the horse.

Trekschuit (letteralmente "barca trainata") è un'imbarcazione vecchio stile dei Paesi Bassi, spinta a vela o trainata da cavalli, usata per secoli come mezzo di trasporto passeggeri tra città lungo i trekvaarten, o canali di rimorchio. 

## Storia
La prima trekschuit entrò in funzione nel 1632 tra Amsterdam e Haarlem e poteva trasportare 30 passeggeri. Il trekvaart o canale veniva scavato, soprattutto in linea retta, per garantire il percorso più breve. I passeggeri dovevano scendere e cambiare barca a Halfweg, più o meno "a metà strada". Fu così che si costituì la città di Halfweg. A causa del grande successo di questo mezzo di trasporto, il servizio fu esteso da Haarlem a Leida nel 1657. 
Nel 1668 venne annunciato il primo servizio pomeridiano, consentendo il pendolarismo quotidiano verso la crescente metropoli di Amsterdam, che stava diventando sempre più necessaria per la depressa economia di Haarlem.
Dal 1700 una vasta rete di trekschuit e traghetti collegava tutte le città importanti delle province costiere dei Paesi Bassi. Viaggiare con I trekschuit era affidabile, comodo ed economico. La velocità era di circa 7 chilometri all'ora, che era più veloce di camminare e più confortevole della diligenza. Molti stranieri elogiarono i vantaggi del sistema, portando all'introduzione di canali come il Canale Erie negli Stati Uniti. Le barche venivano trainate da un cavallo in alaggio (in olandese chiamata "jaagpad", dal nome del "jager" (uomo) che accompagnava il cavallo).
Il vecchio sistema dei canali di rimorchio, un tempo occupato da percorsi per trekschuit, divenne obsoleto con l'avvento della ferrovia a metà del XIX secolo. Molte delle linee furono costruite per la prima volta lungo i canali perché erano considerati i percorsi più redditizi.

## Viaggi nei canali
Molti viaggiatori stranieri giungevano in barca. Amsterdam, durante il secolo d'oro olandese, era il porto più importante del Nord Europa e il maggior centro di coincidenza della rete dei trekschuit. Poiché i canali funzionavano anche come le fogne della città, il loro odore durante l'estate era cattivo.